# Lago Lapparent
El lago Lapparent es un cuerpo de agua superficial léntico perteneciente a la cuenca del río Baker y está ubicado a unos 30 km al sur de Cerro Castillo en la Región de Aysén.

## Ubicación y descripción
Tiene la forma elongada de un fiordo con dirección este-oeste con una longitud de 18 km y un espejo de agua de 28 km² y lo rodean montañas de más de 2000 m s. n. m.: 560 

## Hidrografía
Su emisario es el río Manso (Ibáñez), que lleva sus aguas al lago General Carrera en la cuenca del río Baker.

## Historia
Luis Risopatrón lo describe en su Diccionario Jeográfico de Chile (1924):: 464 
Lapparent (Lago) 46° 14' 72° 14'. Es largo i se encuentra a unos 440 m de altitud, en las montañas que se levantan en la márjen S del curso inferior del rio Ibañez, del lago de Buenos Aires. 121, mapa; 134; 154; i 156.

## Población, economía y ecología
SERNATUR lo describe como:: 36 
Lago de origen glaciar. Es el más grande de una sucesión de lagos y lagunas ubicadas entre el río Ibáñez y un cordón montañoso que lo separa en forma paralela al lago General Carrera. Actualmente el acceso es limitado a los efectos del clima. Su entorno se caracteriza por estar flanqueado por grandes montañas nevadas en su ribera sur y la presencia de vegetación nativa, especialmente lengas. Es apto para la pesca recreativa y actividades de navegación en kayak.